# Only this time
Only this time (オンリー ディス タイム) は、シンガーソングライターの宮川大聖、焚吐による2人組音楽ユニット。2019年結成。所属レコード会社はビーイング。

## 概要
焚吐の曲に惹かれた宮川大聖がDMを送ったことをきっかけに互いに知り合った。「焚吐×みやかわくん」での「神風エクスプレス」に引き続き、2度目の『名探偵コナン』の主題歌を機にユニット結成が決まったが、オープニングテーマに起用されるのは初である。
ユニット名は、「今しかできないこと、今この瞬間にしかできない作品を作っていきたい」という思いで宮川大聖が名付けた。

## メンバー
- 宮川大聖（1996年7月11日（28歳））

東京都式根島出身。
- 焚吐（1997年2月20日（28歳））

東京都池袋出身。

## ディスコグラフィ

### コラボレーションシングル
|        | 発売日        | 名義              | タイトル         | 規格品番   | 規格品番       | 規格品番  | 規格品番  | オリコン 最高位 |
| 通常盤 | 発売日        | 名義              | タイトル         | 初回限定盤 | 名探偵コナン盤 | FC限定盤  |           | オリコン 最高位 |
| ------ | ------------- | ----------------- | ---------------- | ---------- | -------------- | --------- | --------- | --------------- |
| 1st    | 2018年2月14日 | 焚吐×みやかわくん | 神風エクスプレス | JBCZ-4039  | JBCZ-6074      | JBCZ-6075 |           | 16位            |
| 2nd    | 2019年7月3日  | Only this time    | ANSWER           | JBCZ-4052  | JBCZ-4051      | JBCZ-4053 | JBCF-1010 | 5位             |

## タイアップ一覧
| 楽曲             | タイアップ                                                                                   |
| ---------------- | -------------------------------------------------------------------------------------------- |
| 神風エクスプレス | 読売テレビ・日本テレビ系アニメ『名探偵コナン』のエンディングテーマ（2018年1月6日～7月21日）  |
| ANSWER           | 読売テレビ・日本テレビ系アニメ『名探偵コナン』のオープニングテーマ（2019年6月1日～12月21日） |